# Villa de Cura
Villa de Cura est une ville du Venezuela, capitale de la paroisse civile de Zamora et chef-lieu de la municipalité de Zamora dans l'État d'Aragua.

## Démographie
Sa population était de 145 098 habitants en 2011.

## Économie
- Agriculture, commerce, poterie et bourreliers.

## Patrimoine et sites touristiques
- Place Bolivar
- Place Miranda
- Biblioteca Ezequiel Zamora
- Iglesia Matriz San Luis Rey